# Tubúrnica
Tubúrnica ou Thuburnica é um sítio arqueológico no interior noroeste da Tunísia, na delegação de Ghardimaou e província de Jendouba, 35 km a noroeste desta cidade, 12 km a nordeste de Ghardimaou e  12 km a oeste de Chemtou (a antiga Simitthu). O local é conhecido localmente como El Kalâa (a cidadela) e está perto dos marabutos de Sidi Ali e Sidi Bel-Kassem.[carece de fontes?]
Tubúrnica foi uma cidade situada na antiga estrada que ligava Cartago a Hipona que já existia quando os romanos tomaram o controlo da região, tal como demonstram as inscrições líbias, púnicas e até gregas, para além das latinas, que foram encontradas pelos arqueólogos que escavaram o local, nomeadamente por Louis Carton no início do século XX. Foi também descoberto um templo dedicado ao deus púnico Ba'al Hammon provavelmente destruído aquando do triunfo do cristianismo na região.
[carece de fontes?]
Algumas das inscrições em grego são dedicadas ao deus Saturno. A origem de quem fez estas dedicatórias é incerta. Uma hipótese é de que teriam sido membros de uma colónia grega originalmente instalados em Cartago que teriam usado a sua língua para se dirigirem à divindade. Outros autores pensam que seriam gregos vindos da Magna Grécia ou da Sicília, pois um deles chamava-se T. Salloustios. Esses gregos ou os seus antepassados ter-se-iam instalado em Tubúrnica como o fizeram outros seus compatriotas em Cirta e Sicca no tempo dos "reinos indígenas" e estariam mais ou menos integrados na sociedade local, pois algumas estelas ostentam o símbolo da deusa Tanit. Segundo esta hipótese, alguns dos termos gregos, como arconte, mais não seriam que traduções de palavras púnicas como sufete. Há ainda uma terceira hipótese segundo a qual se trataria de berberes semi-helenizados e enviados a Sicca durante a Guerra dos Mercenários, a guerra civil que assolou os territórios cartagineses entre 241 e 238 a.C. Qualquer que tenha sido a sua origem, é notório que tiveram grande influência na vida da cidade, pois Louis Carton salientava que o estilo das lâmpadas de azeite e da loiça se afastava das produções usuais da região.
A presença romana mais antiga na cidade ocorreu com a instalação de veteranos por Caio Mário (157–86 a.C.), pomposamente intitulados Conditor coloniae (fundadores da colónia), apesar de provavelmente não se tratar de uma verdadeira colónia, mas da instalação viritim (concessão a título pessoal) de antigos soldados. Posteriormente Júlio César adotaria a mesma política. A localidade figura nas listas dos oppida civium romanorum (lit: "cidades romanas") de Plínio e obteve o estatuto de colónia o mais tardar durante o reinado de Augusto (r. 27 a.C.–14 d.C.) e a partir daí foi governada por duúnviros, dos quais se conhecem alguns nomes. A última vaga de povoamento romano foi de membros da tribo Arnense, feito na mesma altura em que foi reforçado o povoamento de Cartago e Cirta.
À parte de uma ponte romana em bom estado que ainda é usada para circulação automóvel, os outras construções do sítio, como um palácio conhecido como "a cidadela" construído por um colono francês com pedras das ruínas,[carece de fontes?] um mausoléu com dois andares e um forte bizantino, estão numa zona militar e por isso não podem ser visitados.